# Caspiohydrobia obrutchevi
Caspiohydrobia obrutchevi is een slakkensoort uit de familie van de Hydrobiidae. De wetenschappelijke naam van de soort is voor het eerst geldig gepubliceerd in 1981 door Starobogatov & Andreeva.